# Двожиньский, Роман
Роман Двожиньский (пол. Roman Dworzyński, род. 8 июня 1934, Жондза) — польский шахматист, национальный мастер.
Серебряный призер чемпионата Польши 1955 г. Чемпион Польши среди юниоров 1951 г.
В составе сборной Польши участник шахматной олимпиады 1956 г. В том же году участвовал в матчах сборной Польши с командами Венгрии и Чехословакии. В 1955 г. в составе сборной участвовал в предварительных соревнованиях командного первенства Европы.
На олимпиаде 1956 г. проиграл широко известную партию советскому гроссмейстеру П. П. Кересу. После 1. e4 e5 2. Кf3 Кc6 3. Сb5 a6 4. Сa4 d6 5. d4 b5 6. Сb3 К:d4 7. К:d4 ed Двожиньский вместо ведущих к примерно равной игре ходов 8. Сd5, 8. a4 и 8. c3 избрал продолжение 8. Ф:d4?? и после 8… c5 9. Фd5 Сe6 10. Фc6+ Сd7 11. Фd5 c4 сдался ввиду потери фигуры (любопытно, что в 1929 г. в эту же ловушку угодил Э. Штейнер в партии с Х. Р. Капабланкой, только венгерский мастер продолжал безнадежное сопротивление до 32-го хода).
В 1958 г. отошел от активной практики и участвовал только в небольшом количестве командных соревнований.

## Спортивные результаты
| Год  | Город                   | Соревнование                                                | + | −  | =  | Результат | Место |
| ---- | ----------------------- | ----------------------------------------------------------- | - | -- | -- | --------- | ----- |
| 1951 | Лодзь                   | Юниорский чемпионат Польши                                  |   |    |    |           | 1     |
|      | Лодзь                   | Чемпионат Польши                                            | 2 | 9  | 4  | 4 из 15   | 15—16 |
| 1952 | Катовице                | Чемпионат Польши                                            | 3 | 13 | 5  | 5½ из 21  | 20    |
| 1953 | Краков                  | Чемпионат Польши                                            | 6 | 5  | 6  | 9 из 17   | 6—9   |
| 1954 | Лодзь                   | Чемпионат Польши                                            | 2 | 1  | 14 | 9 из 17   | 8—9   |
| 1955 | Лодзь                   | Матч Польша — СССР (против С. М. Флора)                     | 0 | 1  | 1  | ½ из 2    |       |
|      | Эрфурт                  | Международный турнир                                        | 1 | 4  | 8  | 5 из 13   | 10—11 |
|      | Вроцлав                 | Чемпионат Польши                                            | 7 | 2  | 9  | 11½ из 18 | 2     |
| 1956 | Марианске-Лазне — Прага | Международный турнир                                        | 3 | 8  | 8  | 7 из 19   | 16—18 |
|      | Варшава                 | Матч Польша — Чехословакия (против Я. Шайтара и Л. Пахмана) | 0 | 1  | 1  | ½ из 2    |       |
|      | Варшава                 | Матч Польша — Венгрия (против Д. Силадьи)                   | 0 | 0  | 2  | 1 из 2    |       |
|      | Москва                  | XII Олимпиада (сборная Польши, 3-я доска)                   | 7 | 5  | 3  | 8½ из 15  |       |
|      | Ченстохова              | Чемпионат Польши                                            | 5 | 5  | 9  | 9½ из 19  | 12    |
| 1957 | Варшава                 | Чемпионат Польши                                            | 7 | 4  | 6  | 10 из 17  | 4—9   |